# Geomagnetisk storm

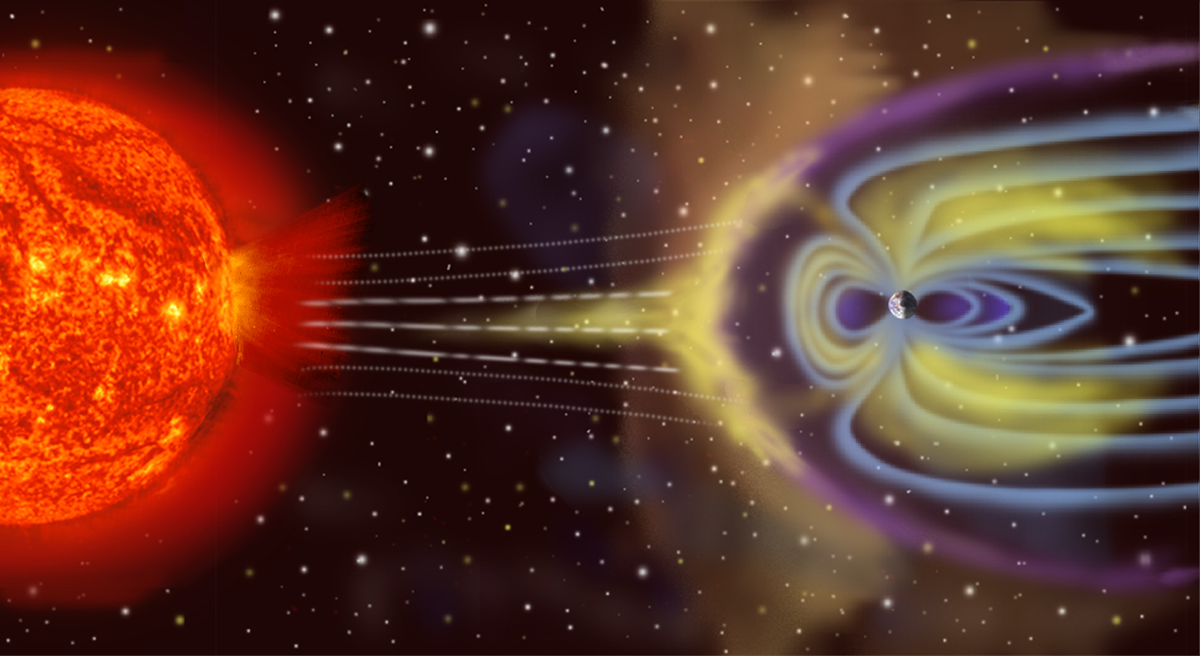
Illustration av hur ett område med intensifierad solvind når jorden och ger upphov till en geomagnetisk storm som bland annat trycker ihop magnetosfären.

En geomagnetisk storm (även kallad magnetisk storm) är ett rymdväderfenomen i jordens magnetosfär orsakad av en chockvåg i solvinden, i sin tur orsakad av någon form av solaktivitet, vanligen en koronamassutkastning eller en höghastighetsvind från ett koronahål. Vanligen varar stormen i något eller några få dygn.

## Effekter
Huvudartikel: Rymdväder

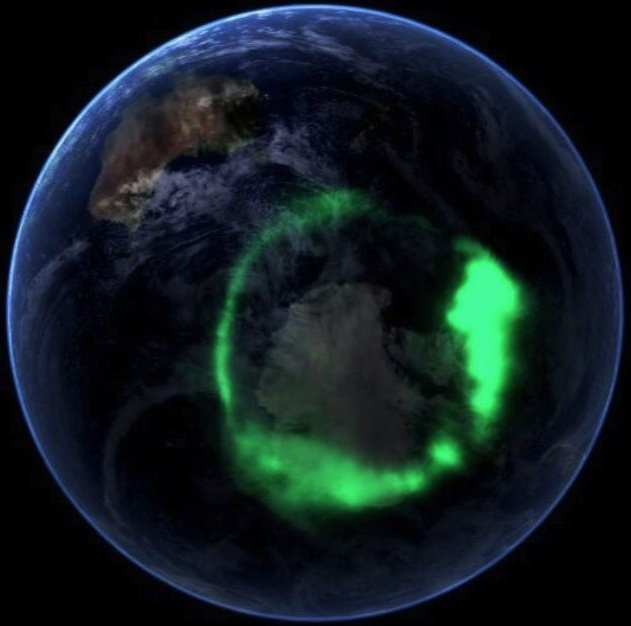
Sydskensovalen avbildad i ultraviolett ljus av satelliten IMAGE.

Bland effekterna av geomagnetiska stormar kan nämnas:
- Polarsken över större områden. När magnetosfären trycks ihop av chockvågen i solvinden vidgas polarskensovalerna, så att norrsken syns längre söderut och sydsken längre norrut än vanligt.
- Höjda strålningsnivåer. Stormen leder till att joner och elektroner i magnetosfären accelereras till höga energier, och strålningsnivåerna ökar därför både i magnetosfären (främst i strålningsbältena) och i övre atmosfären. Detta kan ha stor påverkan på satelliter, men har ingen effekt nere på marken.
- Elkraftproblem. När jordens magnetfält ändras induceras elektrisk ström i kraftledningar på jordens yta, vilket kan leda till överbelastning i transformatorer med skador och/eller stora elavbrott som följd. Tillsammans med riskerna för satelliter är detta den största ekonomiska risken med geomagnetiska stormar. I en studie från den amerikanska vetenskapsakademin, National Academy of Sciences, dras slutsatsen att elkraftnäten fortfarande (2009) är sårbara, och att en ovanligt stark geomagnetisk storm kan få konsekvenser som i ekonomiska termer skulle kunna jämföras med orkanen Katrinas härjningar.[1][2]

## Prognoser
Eftersom störningen som orsakar en geomagnetisk storm ytterst kommer från solen och typiskt tar något drygt dygn för att nå jorden kan man genom bevakning av solen tämligen väl förutse när risken för en geomagnetisk storm är stor. Prognoser för sannolikheten för att en storm ska utbryta inom de närmsta dygnen görs tillgängliga på internet.